# حسام الدين الشاذلي
حسام الدين الشاذلي (مواليد 27 يوليو 1989) هو لاعب كرة قدم سعودي يلعب في نادي الجبيل.

## مسيرة اللاعب
لعب في نادي حطين ونادي الجبيل.